# دایردر کوئین
دایردر کوئین (انگلیسی: Deirdre Quinn؛ زادهٔ ۱۹۷۳) یک هنرپیشه اهل ایالات متحده آمریکا است. 